# Quis custodiet ipsos custodes?

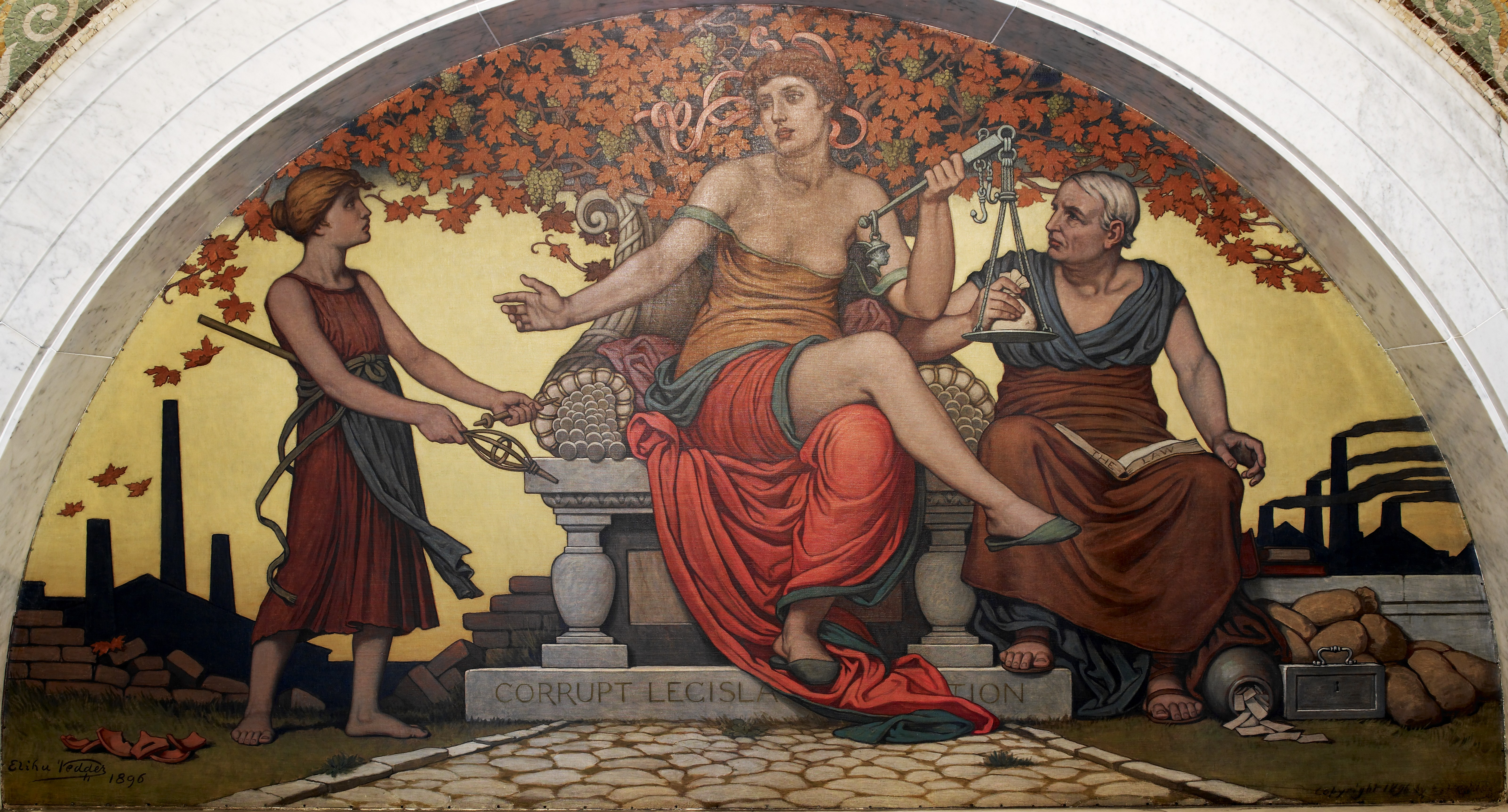
Fresque représentant la corruption, par Elihu Vedder, 1896.

 (mars 2012).
Quis custodiet ipsos custodes ? (en français : « Qui me gardera de mes gardiens ? ») est une locution latine du poète romain Juvénal.

## Historique
Située aux lignes 347 et 348 de la sixième de ses satires (« Mulieres » / « Les femmes »), la citation a été traduite par Olivier Sers par « Mais qui gardera ces gardiens ? » et visait, dans le texte original, les gardiens que les citoyens romains chargeaient de veiller sur leur maison en leur absence et que l'auteur accusait d'infidélité.
L'usage moderne a élargi ce sens en y voyant une allusion à La République de Platon, et à la classe des gardiens que le philosophe suggère pour gouverner sa cité idéale. En effet, une question a été soulevée dès l'Antiquité à propos du modèle platonicien qui ne donne qu'une solution aporétique au problème de la corruption des dirigeants, par le concept du noble mensonge. Il reste toutefois invérifiable qu'une telle allusion ait été voulue par Juvénal lui-même.
La citation complète et contextualisée est : « Sed quis custodiet ipsos custodes ? Cauta est, et ab illis incipit uxor », qui peut se traduire par : « Mais qui regarde ces gardiens ? La femme est rusée, et commence par eux ».
Cette citation ne semble donc originellement pas avoir de dimension philosophique et/ou politique : la Satire 6 de Juvénal n'est pas un traité politique ni philosophique, mais une satire qui porte sur les mœurs des femmes, le terme custodes semble plutôt désigner les sentinelles de maisons.
Il faudrait donc simplement voir dans cette phrase une mise en garde ironique contre l'infidélité des femmes, qui coucheront avec les sentinelles dès que le mari aura le dos tourné.